# Carla Moreno
Carla Priscile Moreno (São Carlos, 19 september 1976), is een Braziliaans triatlete en aquatlete. Ze werd wereldkampioene aquatlon, Zuid-Amerikaans kampioene triatlon en meervoudige Braziliaans kampioene triatlon.
Moreno won de ITU wereldbekerwedstrijden in Rio (2003) en Mazatlán (2004). Ze was de enige triatlete die op zowel de Olympische Zomerspelen 2000 als de Olympische Zomerspelen 2004 was gestart, maar voor de finish moest uitstappen. In 1999 behaalde ze een zilveren medaille op de Pan-Amerikaanse Spelen.
Haar beste prestatie leverde ze in 2003 op de aquatlon. Ze won het wereldkampioenschap in Queenstown. Met een tijd van 32.50 versloeg ze de Braziliaanse Paulo Miyashiro (zilver; 33.36) en de Nieuw-Zeelandse Anna Cleaver (brons; 33.59). Twee jaar later moest ze genoegen nemen met een zilveren medaille achter de Amerikaanse Sheila Taormina.

## Titels
- Wereldkampioene aquatlon - 2003
- Zuid-Amerikaans kampioene triatlon - 2003
- Braziliaans kampioene triatlon - 1998, 1999

## Palmares

### triatlon
- 1999: 9e ITU wereldbekerwedstrijd in Cancún
- 1999: 5e ITU wereldbekerwedstrijd in Noosa
- 1999:  Pan-Amerikaanse Spelen in Winnipeg - 1:59.32
- 2000:  ITU wereldbekerwedstrijd in Rio
- 2000: 15e WK olympische afstand in Perth - 1:56.28
- 2000: DNF Olympische Spelen van Sydney
- 2001: 6e ITU wereldbekerwedstrijd in Tiszaujvaros
- 2001: 25e WK olympische afstand in Edmonton - 2:04.50
- 2002: 4e ITU wereldbekerwedstrijd in St. Anthony's
- 2002: 5e ITU wereldbekerwedstrijd in Ishigaki
- 2002: 6e ITU wereldbekerwedstrijd in Gamagori
- 2002: 7e ITU wereldbekerwedstrijd in Tiszaujvaros
- 2002: DNF ITU wereldbekerwedstrijd in Lausanne
- 2002:  ITU wereldbekerwedstrijd in Hamburg
- 2002:  ITU wereldbekerwedstrijd in Nice
- 2003:  ITU wereldbekerwedstrijd in Rio
- 2003:  ITU wereldbekerwedstrijd in Cancún
- 2003: DNF ITU wereldbekerwedstrijd in Hamburg
- 2003: DNF ITU wereldbekerwedstrijd in Edmonton
- 2003: DNF ITU wereldbekerwedstrijd in St. Anthony's
- 2003: 4e Pan-Amerikaanse Spelen in Santo Domingo - 2:01.51
- 2004:  ITU wereldbekerwedstrijd in Mazatlán
- 2004: 43e WK olympische afstand in Funchal - 2:00.57
- 2004: DNF Olympische Spelen van in Athene
- 2005: 30e WK olympische afstand in Gamagori - 2:04.29
- 2006: 54e WK olympische afstand in Lausanne - 2:17.33
- 2007: 9e Pan-Amerikaanse Spelen in Rio de Janeiro - 2:02.03,29

### aquatlon
- 2003:  WK in Queenstown
- 2005:  WK in Gamagōri

1998: Rina Hill ·
1999: Rina Hill ·
2000: Pilar Hidalgo ·
2001: Siri Lindley ·
2002: Sandra Soldan ·
2003: Carla Moreno ·
2004: Samantha Warriner ·
2005: Sheila Taormina ·
2006: Sara McLarty ·
2007: Sarah Groff ·
2008: Claudia Rivas ·
2009: Samantha Warriner ·
2010: Margit Vanek ·
2011: Liz May ·
2012: Nicky Samuels ·
2013: Irina Abysova ·
2014: Anneke Jenkins ·
2015: Anastasia Abrosimova